# マイクロ波化学 (企業)
マイクロ波化学株式会社 (マイクロはかがく) は、大阪府に本社を置く企業である。東証グロース上場。

## 概要
マイクロ波を用いる製造プロセスの開発を実施する大阪大学発のベンチャー企業である。
三井物産出資の吉野巌と、大阪大学の塚原保徳が共同創業者となり、2007年（平成19年）に設立された。
2015年（平成27年）、大阪大学ベンチャーキャピタルの1号ファンドの第1弾の投資対象となった。2023年（令和5年）、日本スタートアップ大賞2023で大学発スタートアップ賞（文部科学大臣賞）を受賞した。

## 沿革
- 2007年（平成19年）8月 - マイクロ波環境化学株式会社として京都市上京区に設立。
- 2008年（平成20年）10月 - 本社を大阪府吹田市の彩都バイオイノベーションセンターに移転。
- 2011年（平成23年）11月 - マイクロ波化学株式会社に商号変更。
- 2012年（平成24年）10月 - 本社を大阪府吹田市の大阪大学吹田キャンパスに移転。
- 2022年（令和4年）6月24日 - 東京証券取引所グロース市場に上場。

## 提携
- BASF - 2014年（平成26年）10月にポリマーの製造工程におけるエネルギーの効率化を目指した共同開発契約を締結。
- 太陽化学 - 2015年（平成27年）4月に食品添加物製造を目的とする合弁会社「ティエムティ株式会社」を設立。
- 三井化学 - 2017年（平成29年）9月にマイクロ波を用いた新規化学プロセスやシステムに関する共同研究開発を目的に戦略的資本提携。
- 三井金属鉱業 - 2017年（平成29年）11月にマイクロ波を活用した生産プロセスの高度化、新規機能材料の開発を推進することを目的に戦略的業務提携。
- フタムラ化学 - 2017年（平成29年）11月にマイクロ波を活用した既存プロセスの生産革新や新素材開発を目的に戦略的業務提携[6]。
- 岩谷産業 - 2017年（平成29年）12月に次世代材料分野への本格参入を目指し戦略的資本業務提携。